# 韋爾博瓦河
韋爾博瓦河（烏克蘭語：Вербова），是烏克蘭的河流，位於該國南部，屬於維孫河的左支流，發源自烏季什涅東南面，流經第聶伯羅彼得羅夫斯克州和尼古拉耶夫州，河道全長48公里，流域面積457平方公里。